# Perigi (Pondok Aren)
Perigi is een bestuurslaag in het regentschap Tangerang Selatan van de provincie Banten, Indonesië. Perigi telt 17.396 inwoners (volkstelling 2010).